# Alster (Szwecja)
Alster – miejscowość (tätort) w Szwecji, w regionie administracyjnym (län) Värmland, w gminie Karlstad.
Według danych Szwedzkiego Urzędu Statystycznego liczba ludności wyniosła: 756 (31 grudnia 2015), 771 (31 grudnia 2018) i 777 (31 grudnia 2019).
W miejscowości urodził się Gustaf Fröding. W budynku dworskim, miejscu jego narodzin, znajduje się muzeum poświęcone poecie.